# Sigambra tentaculata
Sigambra tentaculata är en ringmaskart som först beskrevs av Treadwell 1941. Enligt Catalogue of Life ingår Sigambra tentaculata i släktet Sigambra och familjen Pilargidae, men enligt Dyntaxa är tillhörigheten istället släktet Sigambra och familjen Pilargiidae. Arten har ej påträffats i Sverige. Inga underarter finns listade i Catalogue of Life.